# Paul Harding
Paul Harding, född 19 december 1967, är en amerikansk författare och musiker. Han debuterade 2009 med romanen Tinkers, för vilken han också vann Pulitzerpriset 2010.

## Priser och utmärkelser
- Pulitzerpriset för skönlitteratur 2010